# Alois Hakl
Alois Hakl byl český fotbalista, obránce.

## Fotbalová kariéra
V československé lize hrál za SK Slavia Praha. Se Slavií získal v roce 1942 ligový titul.

## Ligová bilance
| Ročník               | Zápasy | Góly | Klub            |
| -------------------- | ------ | ---- | --------------- |
| Národní liga 1941/42 | 1      | 0    | SK Slavia Praha |
| Státní liga 1945/46  | -      | 0    | SK Slavia Praha |
| CELKEM               | -      | 0    |                 |